# Ulrich Rochel

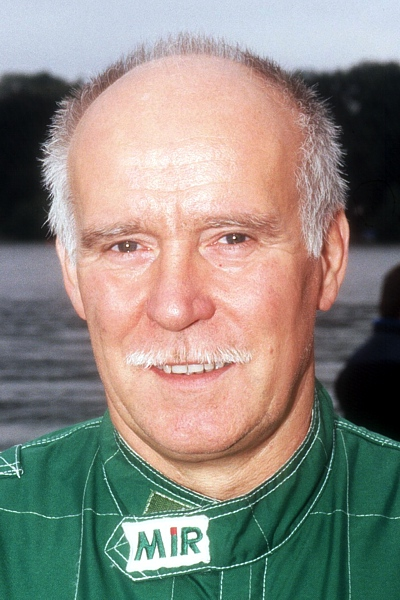
Ulrich Rochel 2003

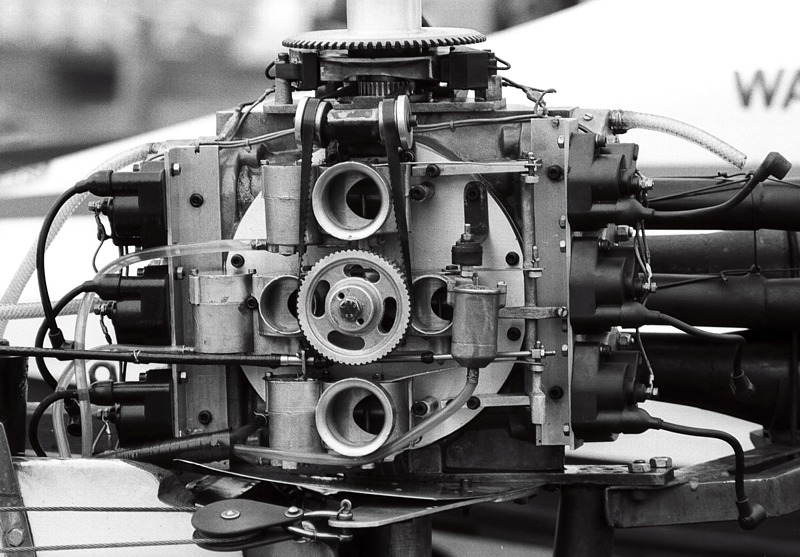
Ein von Rochel aus kleineren Motoren konstruierter 850-cm³-Motor

Ulrich Rochel (* 29. Juli 1942) ist ein deutscher Motorbootrennfahrer und lebt in Berlin.

## Karriere
Als gelernter Kfz-Mechaniker arbeitet er viel an seinen Rennmotoren und fährt oft mit selbst konstruierten bzw. umgebauten Maschinen. Rochel hat zwei Töchter, die beide schon selbst Motorbootrennen gefahren sind.
Nachdem er 1973 und 1974 in den Motorbootsport hineinschnuppert hatte, verlegte er sich 1975 bis 1979 auf den Auto-Cross-Sport. Schon 1978 sah man ihn wieder im Rennboot und bald darauf auch auf den Siegerpodesten. Als er 1985 die höchste Auszeichnung, das Silberne Lorbeerblatt, in der Bad Godesberger Redoute überreicht bekam, stand er mit seinen Kollegen Jörg Lipinski und Manfred Loth in einer Reihe mit Boris Becker.

## Sportliche Erfolge
Rochel startete anfangs mit in der Sportbootklassen SE (Außenborder bis 850 cm³), Erfolge erzielte er später in den Rennbootklassen OD und OE (Außenborder bis 700 bzw. 850 cm³, Bezeichnung ab 1986: O-700 bzw. O-850).
- 1981 Europameister Klasse OE in Hobro (Dänemark)
- 1982 Deutscher Meister Klasse OE
- 1983 Europameister Klasse OE in Drammen (Norwegen)
- 1983 Deutscher Meister Klasse OE
- 1984 Weltmeister Klasse OE in Nora (Schweden)
- 1985 Europameister Klasse OE in Ulm
- 1985 Deutscher Meister Klasse OE
- 1986 Deutscher Meister Klasse O-850
- 2003 Europameister Klasse O-700 in Janikowo (Polen)[1]

### Ehrenpreise
- 1985 Silbernes Lorbeerblatt
- 1983 Boucquey Trophy (für die meisten innerhalb eines Jahres in der Klasse O-850 weltweit gesammelten Rennpunkte)
- 1985 Boucquey Trophy